# なつかしのリバイバル・ソング第3集
『なつかしのリバイバル・ソング第3集』は、トミー藤山のアルバム。1961年11月に日本コロムビアからリリースされた。

## 収録曲
Side 1
1. 影を慕いて
2. 古き花園
3. ほんとにそうなら
4. 誰か故郷を想わざる

Side 2
1. 酒は涙か溜息か
2. 雨の夜汽車
3. 目ン無い千鳥
4. 懐かしのブルース

## パーソネル
- トミー藤山（歌）
- コロムビア・オーケストラ